# دانشگاه ملی پزشکی دونتسک
دانشگاه ملی پزشکی دونتسک (مخفف DNMU، به اوکراینی: Донецький національний медичний університет) یکی از بزرگ‌ترین دانشگاه‌های پزشکی دولتی در اوکراین و اتحاد جماهیر شوروی سابق است. این دانشگاه یکی از بهترین دانشکده‌های پزشکی در اوکراین محسوب می‌شود.
این دانشگاه در ابتدا در دونتسک قرار داشت و در سال ۲۰۱۴ به دلیل جنگ در دونباس به کروپیونیسکی و ماریوپل منتقل شد.

## تاریخچه
دانشگاه ملی پزشکی دونتسک در سال ۱۹۳۰ به عنوان مؤسسه پزشکی ماکسیم گورکی دونتسک تأسیس شد. در سال ۱۹۹۴ عنوان دانشگاه و در سال ۲۰۰۷ عنوان دانشگاه ملی پزشکی (NMU) به آن تعلق گرفت. نام ماکسیم گورگی در سال ۲۰۱۷ از عنوان حذف شد.

## رتبه‌بندی و شهرت
در آخرین رتبه‌بندی دانشگاه‌های ملی (۱۰ دانشگاه برتر اوکراین، سال‌های ۲۰۱۹ و ۲۰۲۱)، دانشگاه ملی پزشکی دونتسک به عنوان اولین دانشگاه برتر پزشکی رتبه‌بندی شد و به‌طور کلی چهارمین دانشگاه برتر در اوکراین بود. هنگامی که شاخص‌های دیگر (مانند استنادات اسکوپوس و وب‌سنجی) گنجانده شد، دانشگاه ملی پزشکی دونتسک وضعیت خود را به عنوان بهترین دانشگاه پزشکی در اوکراین در سال ۲۰۱۴ حفظ کرد.
با توجه به کیفیت آموزش و شهریه نسبتاً پایین، دانشگاه ملی پزشکی دونتسک یک انتخاب تحصیلی جذاب در بین دانشگاه‌های پزشکی اوکراین برای خارجی‌ها است. دانشگاه ملی پزشکی دونتسک در فهرست‌های پزشکی سازمان بهداشت جهانی و مدارس I-Med ذکر شده است.
در سطح بین‌المللی، دانشگاه ملی پزشکی دونتسک بر اساس رتبه‌بندی۴آی‌سی‌یو در رتبه ۳۰۰۳ از ۱۱۰۰۰ دانشگاه در جهان قرار دارد و در رتبه‌بندی جهانی وبترونیک در رتبه ۲۰۲۱ قرار دارد.

## دانش آموزان و مطالعات
تقریباً ۱۵٬۲۰۰ دانشجو در هشت دانشکده دانشگاه ملی پزشکی دونتسک از اوکراین، روسیه، گرجستان، ارمنستان، آذربایجان، ترکمنستان، ایالات متحده، بریتانیا، آلمان، لهستان، یونان، اسرائیل، ترکیه، هند، نپال، سریلانکا، چین، مالزی، موریس، پاکستان، غنا، نیجریه، سوریه، کامرون، ایران، ایران تونس، کنیا، نامیبیا، زامبیا، سومالی، لبنان، بحرین و سایر کشورها.
این دانشگاه تاکنون ۶۵٬۰۰۰ مدرک به پزشکان، دانشمندان مشهور، محققان، ارائه دهندگان مراقبت‌های بهداشتی از اوکراین، روسیه، سایر جمهوری‌های شوروی سابق و ۸۹ کشور در آسیا، آفریقا، اروپا و آمریکا اعطا کرده است.
در دانشگاه ملی پزشکی دونتسک، هشت دانشکده از جمله یک دانشکده آماده‌سازی برای دانشجویان خارجی وجود دارد. دانشگاه ملی پزشکی دونتسک متخصصانی را در سطوح تحصیلی یا صلاحیت زیر به عنوان متخصصان، متخصصان یا کارشناسی ارشد برای تخصص‌های زیر تربیت می‌کند:
- دارو
- اطفال
- دندانپزشکی
- داروسازی
- پرستاری
- بهداشت عمومی
- تحصیلات تکمیلی
- بخش مقدماتی

دانشگاه ملی پزشکی دونتسک به زبان‌های انگلیسی، روسی و اوکراینی در تمامی دانشکده‌ها آموزش می‌دهد.
طبق دستور شماره ۱۴۸ وزارت بهداشت اوکراین در ۲۲ مارس ۲۰۰۴ دانشگاه ملی پزشکی به عنوان مرکز منطقه ای مدیریت فرایند بولونیا در اوکراین منصوب شده است. در سال تحصیلی ۲۰۰۵/۲۰۰۶، دانشگاه ملی پزشکی دونتسک آموزش دانشجویان خود را بر اساس توافقنامه بولونیا در مورد آموزش متخصصان با استفاده از سیستم اعتباری-مدولار آغاز کرد، که امکان اخذ دیپلم اروپایی در پایان تحصیل را فراهم می‌کند.
دانشجویان دانشگاه ملی پزشکی دونتسک می‌توانند در هر زمانی پس از اتمام سال اول تحصیل خود در دانشگاه ملی پزشکی دونتسک، واحدهای خود را به هر دانشگاه پزشکی اروپایی دیگر منتقل کنند. انتقال به سایر دانشگاه‌های اروپایی تحت نظارت فرایند بولونیا انجام می‌شود.

## زمین دانشکده و محوطه کالج
دانشجویان دانشگاه ملی پزشکی دونتسک آموزش حرفه ای خود را در ۲۶ پایگاه تخصصی (از جمله سازمان‌های پزشکی و پیشگیرانه چند رشته‌ای دونتسک و موسسات تحقیقاتی) و ۲۸ پایگاه بالینی بسیار مجهز (از جمله بیمارستان‌های اصلی دونتسک) تحت نظارت متخصصان بسیار ماهر می‌بینند.
دانشگاه ملی پزشکی دونتسک امکانات اقامتی و تحصیلی را برای دانشجویان خود فراهم می‌کند. پردیس دانشجویان دارای ۱۳ ساختمان آموزشی مجهز به ۳۷ کلاس کامپیوتر و کتابخانه، ۹ خوابگاه دانشجویی با سالن مطالعه و اتاق‌های ورزشی، مرکز بهداشت برای مراقبت‌های پیشگیرانه، استادیوم، مجتمع‌های ورزشی و خدمات بهداشتی است.

## کارکنان
در حال حاضر کل کادر آموزشی در دانشگاه ملی پزشکی دونتسک ۱۱۴۷ نفر است که در این میان ۱۵۰ استاد و ۲۴۳ دانشیار، عنوان علمی دکترا و داوطلبان علوم پزشکی به ترتیب ۱۱۷ و ۴۴۹ نفر می‌باشد. دانشگاه ملی پزشکی دونتسک یکی از اعضای آکادمی ملی علوم اوکراین و دو عضو متناظر AMS اوکراین، ۴ برنده جایزه دولتی اوکراین، ۱۸ دانشمند و مهندس برجسته، ۸ پزشک ممتاز، ۲ کارمند افتخاری آموزش اوکراین، ۳۷ عضو کامل آکادمی‌های بین‌المللی و دپارتمان‌های علوم اوکراین، و ۱ قهرمان اوکراین است.